# 敦賀一夫
敦賀 一夫（つるが かずお、1922年〈大正11年〉1月21日 - 2025年〈令和7年〉4月14日）は、日本の政治家。元北海道稚内市長（2期）。

## 来歴
北海道宗谷郡稚内町または礼文町出身。札幌逓信講習所卒。卒業後は稚内郵便局に勤務し、地区労働組合事務局長を経て、1959年（昭和34年）に稚内市議会議員を1期務める。その後は日本電信電話公社に勤務し、1971年（昭和46年）に共同ボデー工業株式会社取締役社長に就任。1967年（昭和42年）と1971年の2回北海道議会議員選挙に稚内市選挙区から社会党公認で立候補したが、いずれも落選した。

### 1991年稚内市長選挙
1991年（平成3年）、8期32年務めた現職の浜森辰雄を破って稚内市長に当選する。
※当日有権者数：-人 最終投票率：-%（前回比：-pts）
| 候補者名 | 年齢 | 所属党派 | 新旧別 | 得票数   | 得票率 | 推薦・支持 |
| -------- | ---- | -------- | ------ | -------- | ------ | ---------- |
| 敦賀一夫 | 69   | 無所属   | 新     | 14,285票 | 51.1%  | -          |
| 浜森辰雄 | 75   | 無所属   | 現     | 13,671票 | 48.9%  | -          |

### 1995年稚内市長選挙
自民党推薦の新人ほか1人との争いとなったが、これを破って再選を果たした。
※当日有権者数：-人 最終投票率：-%（前回比：-pts）
| 候補者名 | 年齢 | 所属党派 | 新旧別 | 得票数   | 得票率 | 推薦・支持 |
| -------- | ---- | -------- | ------ | -------- | ------ | ---------- |
| 敦賀一夫 | 73   | 無所属   | 現     | 17,587票 | 64.3%  | -          |
| 佐藤克   | 49   | 無所属   | 新     | 6,318票  | 23.1%  | -          |
| 渡辺郁夫 | 63   | 無所属   | 新     | 3,434票  | 12.6%  | 自民推薦   |

1999年（平成11年）に退任した。
2022年（令和4年）1月21日に工藤広市長から100歳を祝福された。
2025年（令和7年）4月14日の夜に死去。103歳没（享年104）。